# Метрополит, Глен
Глен Метрополит (англ. Glen Metropolit; род. 25 июня 1974, Торонто, Онтарио) — канадский хоккеист, центральный и правый нападающий.
Выступал за европейские хоккейные команды — «Йокерит», Хельсинки, Финляндия (сезоны 2003-05), «Лугано», Швейцария (сезон 2005-06). Клубы НХЛ — «Вашингтон Кэпиталз», «Сент-Луис», «Атланта Трэшерз», «Бостон Брюинз», «Филадельфия Флайерз», «Монреаль Канадиенс». Участник чемпионата мира 2006 года в составе сборной Канады.